# Mannen som lekte med elden
Mannen som lekte med elden är en svensk långfilmsdokumentär från 2018 av Henrik Georgsson.
Filmen handlar om Expo-grundaren Stieg Larsson och namnet är en parafras på en av huvudpersonens romantitlar (Flickan som lekte med elden).

## Handling
En film om journalisten och författaren Stieg Larsson och hans arbete med att kartlägga den moderna högerextremismen i Sverige i slutet av 1900-talet.